# Sulniac
Sulniac (bretonisch Sulnieg) ist eine französische Gemeinde mit 3.847 Einwohnern (Stand 1. Januar 2022) im Département Morbihan in der Region Bretagne.

## Geografie
Sulniac liegt etwa 15 Kilometer östlich von Vannes im Binnenland des Départements. Das Gemeindegebiet gehört zum Regionalen Naturpark Golfe du Morbihan.

## Geschichte
Über die Frühgeschichte der Gemeinde gibt es kaum Belege. Erstmals erwähnt wurde die Existenz von Sulniac im Jahr 1160, als ein Dokument eine Kirchgemeinde Suluniac aufführte.
Die Templer (Johanniter) beherrschten für längere Zeit die Gegend. Nach der Französischen Revolution wurde das Debiet durch Gefechte zwischen Truppen der französischen Regierung und Anhängern der Chouannerie verwüstet. Im Jahr 1870 spaltete sich der Ort La Vraie-Croix von Sulniac ab.  

## Bevölkerungsentwicklung
Im 19. und 20. Jahrhundert blieb die Einwohnerzahl auf hohem Niveau stabil. Dies im Gegensatz zu vielen anderen bretonischen Gemeinden. Ein Niedergang erfolgte erst zwischen 1911 und 1954, als die Zahl der Bewohner von 1433 auf nur noch 1062 sank. Diese Entwicklung änderte sich danach und die Einwohnerzahl nimmt seit 1968 wegen Sulniacs Nähe zu Vannes immer weiter zu.
| Jahr      | 1962 | 1968 | 1975 | 1982 | 1990 | 1999 | 2006 | 2012 | 2019 |
| Einwohner | 1093 | 1144 | 1404 | 1640 | 2019 | 2209 | 2898 | 3298 | 3756 |

## Sehenswürdigkeiten
- Kirche Saint-Pierre (aus dem 11. und 12. Jahrhundert; im 19. Jahrhundert Umbau und Restaurierung) mit Kalvarienberg
- Kirche Saint-Jean-Baptiste (1520–1527) in Gorvello, mit einem Kreuz aus dem 17. Jahrhundert und einer gefassten Quelle aus dem 16. Jahrhundert. Monument historique
- Kapelle Sainte-Marguerite (16. bis 18. Jahrhundert) im Ort Sainte-Marguerite
- Backofen aus dem 17. Jahrhundert in La Hellaye
- Wassermühlen in Tostal, La Ferrière, Cléver und Trégu
- Windmühle in Rohello (1877)
- Brunnen in Gorvello, Monument historique

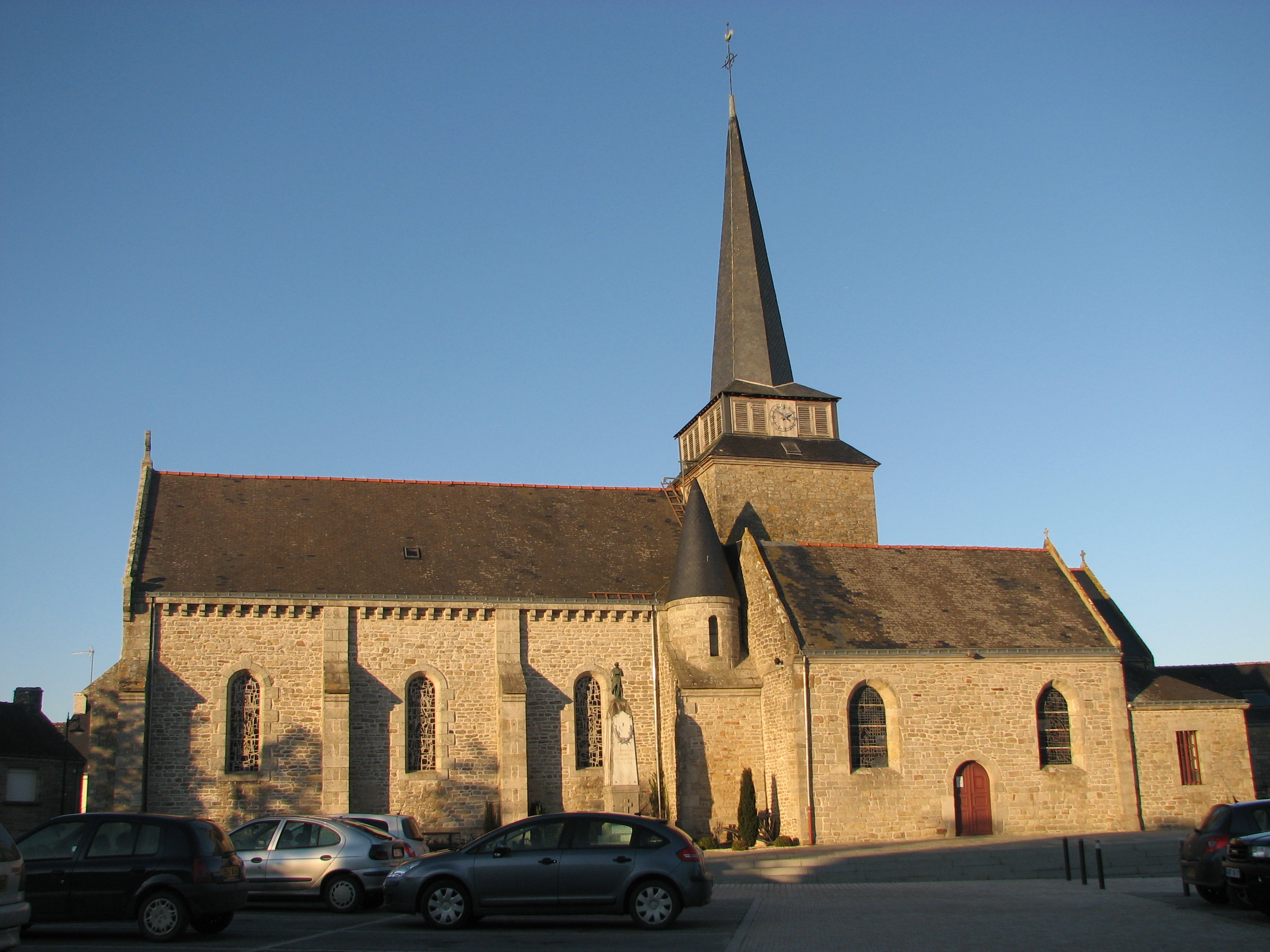
Kirche Saint-Pierre
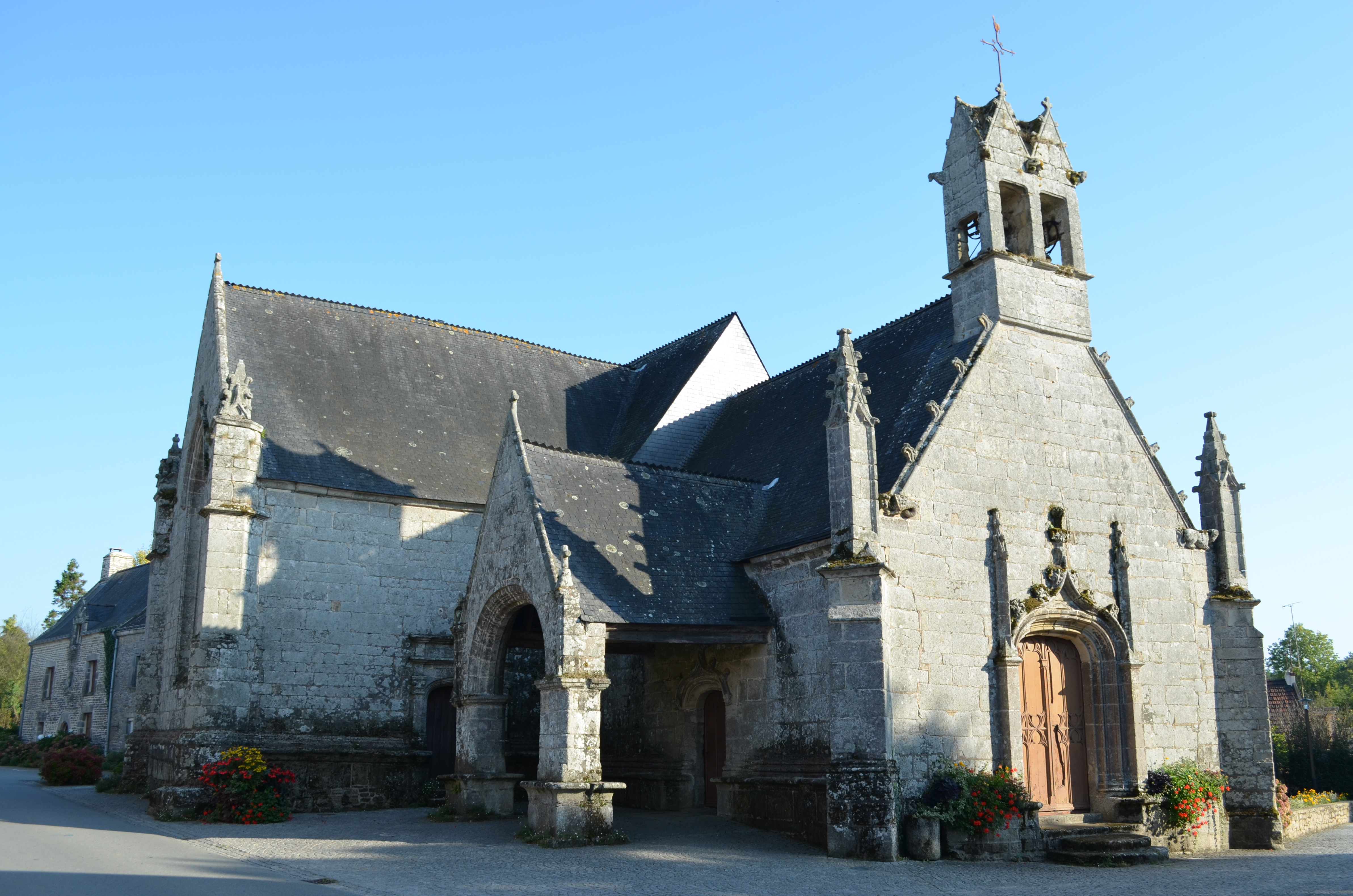
Kirche Saint-Jean-Baptiste in Gorvello
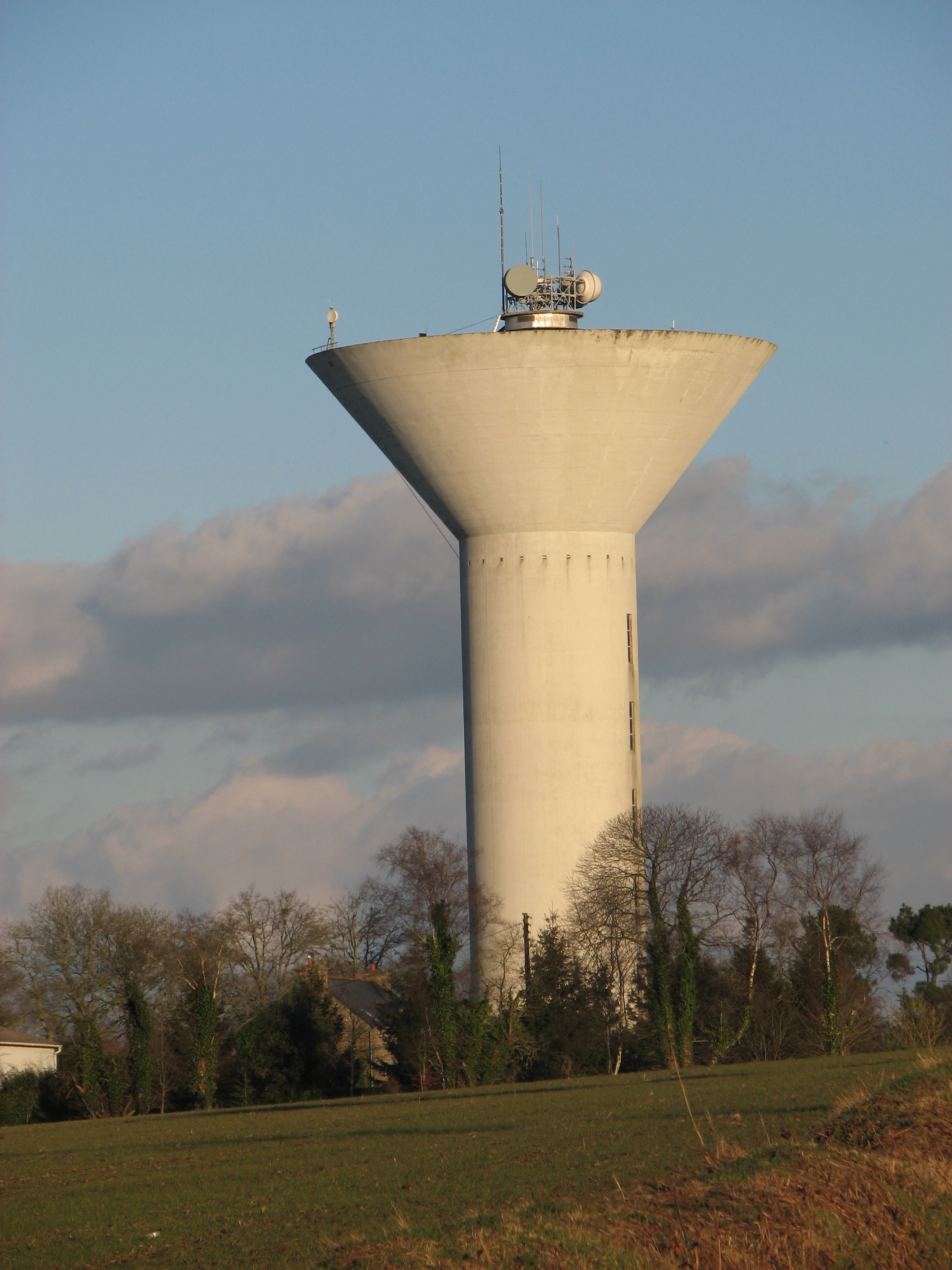
Wasserturm
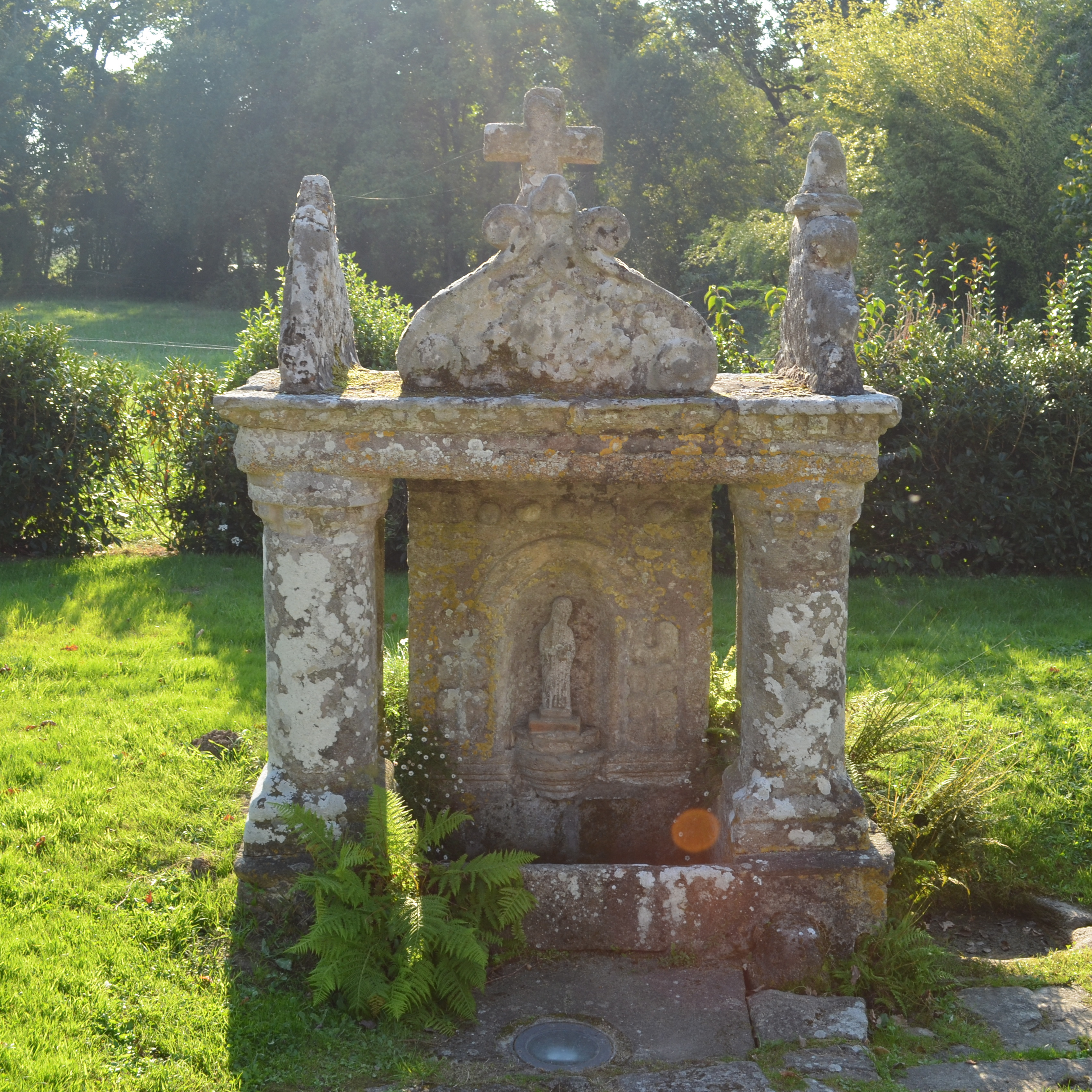
Brunnen in Gorvello

## Gemeindepartnerschaft
- Altenbruch, Stadtteil  von Cuxhaven, seit 1985